# Vivaldigebouw
Het Vivaldigebouw (Vivaldi building) is een kantoorgebouw aan de Amsterdamse Zuidas. De naam van het gebouw is ontleend aan de Antonio Vivaldistraat, een straat in de buurt. Het gebouw staat echter aan de Domenico Scarlattilaan.
Het gebouw is ontwikkeld door het Rijksvastgoedbedrijf namens het Ministerie van Volksgezondheid, Welzijn en Sport en huisvest het Europees Geneesmiddelenbureau (Engels: European Medicines Agency, kortweg EMA). Het EMA is dan afkomstig vanuit Londen. In verband met de Brexit moest de instantie verhuizen, waarbij de strijd voornamelijk ging tussen vestigingssteden Milaan (stad) en Amsterdam. Het vertrek uit Londen kreeg in maart 2019 zijn beslag. Amsterdam kwam op 20 november 2017 als winnaar uit de bus mede door inspanningen van Mark Rutte en Wouter Bos, de aanbestedingsronde was toen al in een vergevorderd stadium. Op 1 december 2017 begon men al met het bouwrijp maken van de beoogde plek aan de Domenico Scarlattilaan/Antonio Vivaldistraat, naamgever van het gebouw. Daartoe moest in eerste instantie een parkeergarage van de toekomstige buurman/vrouw Cross Towers (voorheen Drentestaete III) van Ernst & Young gesloopt worden. Tevens werd een sloot gedempt, een watergang langs de Rijksweg 10. Om verzakkingen tegen te gaan (de A10 ligt op een dijklichaam) werd een damwand geslagen. Ook werd een noodweg aangelegd voor het benodigde bouwverkeer.
De aanbesteding werd gewonnen door Dura Vermeer met een bouwprijs van 225 miljoen euro, waarbij inbegrepen de bouw en twintig jaar onderhoud. Dura Vermeer, samen met Heijmans Utiliteit verenigd in Bouwcombinatie EMA, ging in overleg met de architect Fokke van Dijk van het Rijksvastgoedbedrijf en MVSA om tot een definitief gebouw te komen. Van Dijk ontwierp een gebouw van circa tachtig meter hoog, met negentien verdiepingen, met een oppervlak van 38.500 m². Er zijn kantoren, vergaderzalen en congresruimten (ongeveer een kwart deel uitmakend van het geheel). Alhoewel er dus al volop bouwwerkzaamheden verricht werden kwam de directeur van de EMA op 28 mei 2018 naar Amsterdam om de bouwstart officieel te maken. Daartoe werd er in een boorgat voor een funderingspaal een tijdcapsule geplaatst. Bij die start was toenmalig (en later bleek scheidend) wethouder en locoburgemeester Eric van der Burg aanwezig. In begin september 2018 werd het hoogste punt bereikt. Vanaf midden november 2019 betrok het personeel het gebouw.
Een van de binnenwanden van het atrium is (bijna) geheel bekleed met een "groene wand" ook wel "verticale tuin" genoemd ontworpen door OKRA landschapsarchitecten. Groen wordt afgewisseld met betonplaten en roestvast staal. De planten in de wand krijgen om te groeien licht van speciale schijnwerpers; water loopt via in de wand aangebrachte gootjes naar en van de planten. De vorm is geïnspireerd op de gangpaden die de medewerkers van het gebouw in de loop der jaren zullen ontwikkelen en het werk van Bridget Riley. De groene slingerende wand wijkt af van de streng rechthoekige bouw. In maart 2020 werd het beeld Pendulum van Gijs Assmann bij de ingang neergezet.
Amsterdam kent overigens ook een Gebouw Vivaldi, dat hier om de hoek staat.

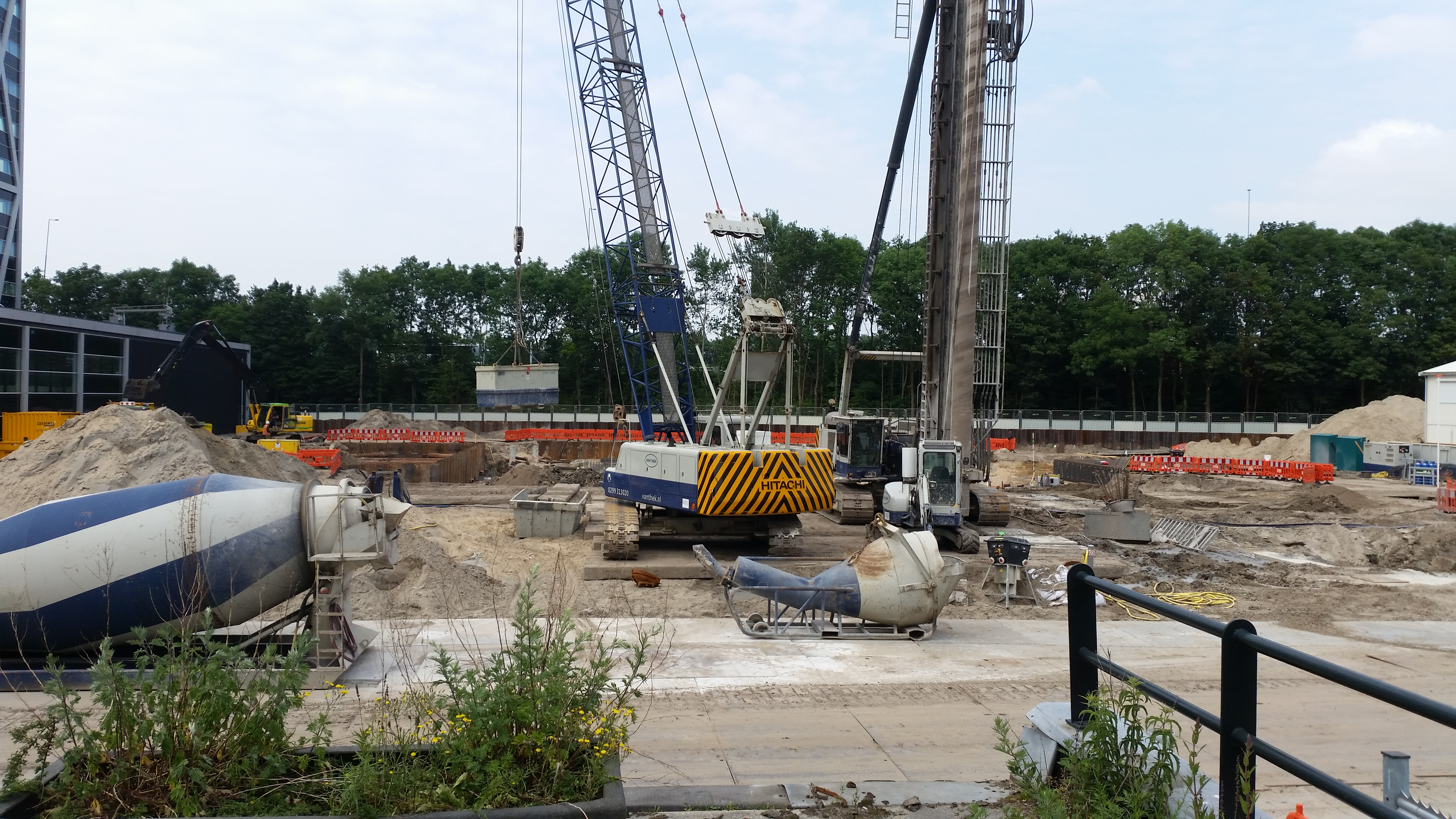
Bouwplaats Vivaldigebouw
(juni 2018)